# 平井英嗣
平井 英嗣（ひらい ひでつぐ、1948年（昭和23年）3月2日 - ）は元アメリカンフットボール選手・コーチ。関西学生アメリカンフットボール連盟理事長。立命館大学職員。立命館大学体育会アメリカンフットボール部パンサーズヘッドコーチ・監督・総監督を歴任。

## 経歴

### 大学卒業まで
京都市立塔南高等学校卒業。高校時代は野球部に所属。1966年立命館大学入学後、立命館大学パンサーズに入部。入部当時の主将は吉田真一前 関西学生アメリカンフットボール連盟理事長。1960年代は関西学院大学ファイターズの連覇・連勝記録が継続中であり4年間とも5位に終わる。ポジションはLBとRBを兼任。

### コーチ就任
1970年に同大学卒業後、イワタニ等でプレーしながら立命館大学パンサーズコーチに就任し、低迷するチームを監督仁ノ岡登とともに指導する。またこの頃より、水野彌一京都大学ギャングスターズ監督に私淑し、戦術・チーム運営等についてアドバイスを受けたという。1984年から立命館大学パンサーズヘッドコーチに就任。1987年からは立命館大学職員となり、チームの本格的な強化に乗り出す。1990年に秋季リーグ戦で関西学院大学ファイターズに初勝利。1992年にも関西学院大学ファイターズに勝利するが、優勝には届かなかった。

### 監督就任・BKC移転
1993年に立命館大学パンサーズ監督に就任。同年は関学、京大に僅差で敗れ3位となる。翌1994年に練習拠点をびわこ・くさつキャンパス(BKC)に移転する。当時、BKCには理工学部が移転しただけで多くの学生にとってアクセス面は厳しくなったが、クインススタジアム他抜群の練習環境を重視して移転を決意した。

### 1994年リーグ初優勝
監督就任2年目の1994年、立命はTDこそ挙げられなかったものK佐藤正治の5本のFGで京大戦に快勝。関学戦はQB東野稔からWR芝原へのロングパスをきっかけに逆転勝利。最終節の京都産業大学戦にも勝利して創部41年目にして初のリーグ優勝を達成する。初出場した甲子園ボウルでは法政大学とのシーソーゲームを制して初の大学日本一に輝く。ライスボウルでは松下電工インパルスに惜敗するものの、立命館大学パンサーズにとって大躍進のシーズンであった。

### 3強時代
1994年の初優勝以降、関西学生リーグは関学・京大・立命の3強時代に突入する。立命館大学パンサーズは2000年を除いて全て6勝1敗以上の成績を上げるが、1996年までは京大に、1997年は関学に甲子園出場を阻止される。1998年は全勝優勝で2度目の甲子園ボウル出場を果たし法政大学を下して2度目の大学日本一に輝く。この年スタンフォード大学からコーチを招聘し、攻撃的な守備陣形で相手攻撃を抑えた。また、ラン・パスバランス重視のウエストコーストオフェンスを目指すものの失敗、RB杉山将人、QB川嵜慈央のラン偏重攻撃が成功した。しかし、1999年以降関学に一歩及ばない年が続き、2000年から導入したショットガン攻撃も完成せず、関学に2001年までリーグ3連覇を許すことになる。

### 監督退任・総監督就任
2002年職場が衣笠キャンパスに移転したと同時に、監督を退任。仁ノ岡登の後任の総監督に就任し、チームの指揮を古橋由一郎ヘッドコーチに譲る。この年導入3年目のショットガンオフェンスが爆発、遂にライスボウルも制覇し初の日本一に輝く。試合終了後東京ドームで歓喜の胴上げをされる。

### 現在
2002年にアメリカンフットボールのコーチ団体である関西アメリカンフットボールコーチ協会が設立され、初代会長に就任する。2005年3月には吉田真一の後任として、関西学生アメリカンフットボール連盟理事長に就任。立命館大学パンサーズ総監督を辞任する。現在は、関西学生アメリカンフットボールの普及・発展のために活動を続けている。